# Неофит Соколски
Неофит Георгиев Соколски, известен сред габровци като хаджи поп Неофит, е габровски свещеник, монах, преподавател и проповедник.

## Житие
Родом от с. Етъра, Габровско, сродник на архиепископ Йосиф Соколски, който го взема млад при себе си в манастира и го подстригва за монах. Учи в Габровското взаимно училище и в класното училище при Христодул Костович. Там научава и гръцки език.
През 1850-те години завършва класното училище, а от 1 януари 1854 г. става преподавател. Занятията водел в класна стая в храм „Св. Троица“ - Габрово. След 2 г. учителстване купува място и заедно със своите ученици построяват училище, известно като поп Неофитовото школо. Там е водел занятията под надзора и ръководството на главното училище.
Често е събирал жените от града, четял им е Евангелието и им разяснявал текстовете. Бил е не само отличен преподавател, но и много добър за времето си черковен проповедник. По време на големите празници е служил в някой от 4-те храма в Габорво.
През 1866 г. се връща в Соколския манастир, от където се отправя на поклонение на Божи гроб.
Завършва земния си път на 80-год. възраст в Соколския манастир.